# Quận Walsh, North Dakota
Quận Walsh là một quận thuộc tiểu bang Bắc Dakota, Hoa Kỳ. Quận lỵ đóng ở Grafton6. Quận được đặt tên theo George H. Walsh (1845–1913). Dân số theo điều tra năm 2000 của Cục điều tra dân số Hoa Kỳ là 12.389 người. Quận được lập theo hiến pháp lãnh thổ năm 1881 và được tổ chức ngày 30 tháng 8 năm 1881 từ khu vực phía bắc quận Grand Forks và phía nam quận Pembina. 

## Địa lý
Theo Cục điều tra dân số Hoa Kỳ, quận này có diện tích 3352 km2, trong đó có 32 km2 là diện tích mặt nước.